# Georges Pallain
Georges Pallain, né le 20 mars 1847 à Liancourt et mort le 12 mai 1923 à Paris, est un haut fonctionnaire français qui fut gouverneur de la Banque de France. 

## Biographie

### Jeunesse et études
Georges Pallain naît dans une famille aisée. Son père, Noël Désiré Pallain, est pharmacien. Sa mère, Anne Louise Élisabeth Garson, l'instruit. Pallain suit des études de droit et obtient une licence de droit. 
Il épouse la belle-sœur de Georges Cochery, nièce de Jules Hunebelle.

### Parcours professionnel
Il fut le secrétaire d'Ernest Picard et rédacteur au sein du journal L'Électeur libre. Il est l'exécuteur testamentaire de Victor Hugo.
Il commence sa carrière professionnelle comme avocat à la Cour d'appel de Paris. Il milite en faveur de la république et raille le Second Empire. Il prend part au 28e régiment de marche et sert dans la 4e compagnie lors du siège de Paris.
La Troisième République naissante le nomme sous-préfet de Sceaux. Il conserve ce poste entre 1871 et 1872. Adolphe Thiers le recommande à Léon Say, ministre des Finances, et il devient son chef de cabinet en décembre 1872. 
Lorsque son ministre est remercié, il est nommé trésorier-payeur général de Chaumont. Il conserve ce poste entre 1873 et 1876. En mars 1876, il devient sous-directeur, chargé de la division du personnel du ministère des Finances. Identifié comme républicain, il ne résiste pas à la purge organisée par gouvernement Albert de Broglie. La victoire des républicains aux élections suivantes lui permet de regagner le ministère à la fin de décembre 1879, où il devient directeur du Contentieux, de l’Inspection générale des Finances, de la Statistique et Agent Judiciaire du Trésor. Il conserve ce poste jusqu'en 1881.
Léon Gambetta le recommande comme directeur du cabinet et du personnel du ministère des Affaires étrangères. Il quitte le cabinet en janvier 1882, après l'échec du ministère de Gambetta.
Il est nommé directeur général des Douanes de 1884 à 1897. Intéressé par les découvertes scientifiques, il fait adapter la technologie des rayons X à l'examen radioscopique des voyageurs et de leurs bagages. La méthode est abandonnée du fait des risques encourus par les manipulateurs des rayons, mais connaîtra dans le futur une grande fécondité. Pallain est à cette époque-là un grand notable ; l’Académie française lui décerne le prix Bordin en 1882 et le prix Guizot en 1890 pour ses ouvrages sur Talleyrand.
Grâce à ses appuis au gouvernement, il est nommé Gouverneur de la Banque de France le 24 décembre 1897. Il reste vingt-trois ans. Se rappelant la défaite de 1870, il évoque la nécessité de faire de la banque centrale,  « en cas de péril national, la garantie suprême du salut de la Patrie ». Il s'intéresse tout particulièrement aux crédits au secteur agricole. Il donne sa démission le 25 août 1920. Il est membre du conseil d'administration de l'École libre des sciences politiques. 
Il meurt le 12 mai 1923 en son domicile dans le 16e arrondissement.
Il a été maire de Gondreville-la-Franche de 1879 à 1923.

## Sources
- Paul Vibert, Silhouettes contemporaines, Paris, Berger-Levrault, 1900